# Rotterdam Open 1997
Il Rotterdam Open 1997, conosciuto anche con il nome di ABN AMRO World Tennis Tournament 1997 per ragioni di sponsorizzazione, è stato un torneo di tennis giocato sul cemento indoor. È stata la 24ª edizione del Rotterdam Open, facente parte della categoria ATP World Series nell'ambito dell'ATP Tour 1997. Si è giocato all'Ahoy Rotterdam indoor sporting arena di Rotterdam in Olanda Meridionale, dal 3 al 9 marzo 1997.

## Campioni

### Singolare
Richard Krajicek ha battuto in finale  Daniel Vacek con il punteggio di 7–6(4), 7–6(5)

### Doppio
Jacco Eltingh /  Paul Haarhuis hanno battuto in finale  Libor Pimek /  Byron Talbot con il punteggio di 7–6(5), 6–4